# Pompoturbina
Pompoturbina (turbina odwracalna) – maszyna przepływowa, która może pracować jako pompa i turbina wodna, przy czym kierunek przepływu wody w pracy pompowej jest przeciwny do kierunku płynięcia wody w pracy jako turbiny. 
Zazwyczaj sprzężona jest z urządzeniem elektrycznym, które może pracować jako silnik albo prądnica. Stosowana głównie w elektrowniach szczytowo-pompowych.
Budowa jest bardzo zbliżona do klasycznych turbozespołów. Różnice wynikają głównie z podwójnego kierunku ruchu obrotowego. Turbiny odwracalne mają dłuższe kanały między łopatkami, dzięki czemu woda pompowana jest z większą sprawnością, natomiast obniża to sprawność w ruchu turbinowym. Budowane są w układzie pionowym.
Sprawność cyklu turbinowego, jak i pompowego wynosi około 90%.
Pracę pompoturbiny można podzielić na dwa rodzaje:
- Maszyna jest turbiną, przez spiralę woda jest doprowadzana do wirnika i napędza wirnik. Turbina napędza silniko-prądnicę, spełniającą na tym etapie rolę prądnicy. Woda odprowadzana jest za pomocą rury ssawnej.
- Maszyna jest pompą (pompuje wodę). Zmieniany jest kierunek ruchu obrotowego i ustawienia łopatek pompoturbiny. Odwrotnie do pracy turbinowej- woda wpływa przez rurę ssawną, a wypływa spiralą. Silniko-prądnica pracuje teraz jako silnik napędowy.

Polskie elektrownie szczytowo-pompowe, w których występują turbiny odwracalne: 
- Elektrownia Żarnowiec - 4 turbiny odwracalne o łącznej mocy 716 (dla pracy turbinowej)/800 (dla pracy pompowej) MW
- Elektrownia Porąbka-Żar – 4 turbiny odwracalne typu Francisa o mocy 500/540 MW
- Elektrownia Solina – Myczkowce – 2 turbiny odwracalne o mocy 64/60 MW
- Elektrownia Żydowo - 2 turbiny odwracalne o mocy 100/136 MW
- Elektrownia Niedzica - 2 turbiny odwracalne o mocy 92/88 MW